# 格萊岑冰川
格萊岑冰川（英語：Glezen Glacier），是南極洲的冰川，位於維多利亞地的斯科特海岸，處於科克伍德山脈地區，流經凱徹姆嶺北面，現時由南極條約體系管理。